# Human (альбом OneRepublic)
Human — пятый студийный альбом американской группы OneRepublic. Он был выпущен на звукозаписывающих лейблах Mosley Music Group и Interscope Records 27 августа 2021 года. Ему предшествовал выпуск синглов «Rescue Me», «Wanted», «Didn’t I» и «Better Days». В альбом вошли песни Run, Distance, Someday и другие.

## Создание
В сентябре 2019 года фронтмен РайанТеддер анонсировал выход альбома, а релиз был запланирован на конец ноября того же года. Теддер заявил, что хотел выпустить альбом с восемью или девятью песнями. Позже Теддер сообщил, что выпуск альбома был отложен до второго квартала 2020 года, потому что было «физически невозможно закончить альбом в сроки», и он считал, что альбом не будет успешным, если будет выпущен между Днем Благодарения и Рождеством. Теддер также сказал, что у группы были «песни за два года, просто разбросанные по жестким дискам», и они пытались закончить «лучшие», чтобы создать «цельный альбом за последние два года». Теддер заявил, что дата релиза, 8 мая, была отложена из-за пандемии COVID-19. Также группа заявила: «Из-за текущих обстоятельств, требующих от нас дистанцироваться друг от друга и от вас, релиз был отложен». Новая дата релиза назначена на весну 2021 года.

## Синглы
17 мая 2019 года был выпущен главный сингл «Rescue Me» и занял пятое место в Billboard Bubbling Under Hot 100. "Wanted " был выпущен вторым синглом 6 сентября 2019 года и достиг девятой позиции в Bubbling Under Hot 100. 13 марта 2020 года был выпущен третий сингл «Didn’t I» и достиг девятнадцатой позиции в Bubbling Under Hot 100. 25 марта 2020 года был выпущен четвёртый сингл «Better Days».

### Промосингл
В альбом также вошёл промосингл «Somebody to Love», выпущенный 11 сентября 2019 года. Он был написан автором песен JT Roach для сериала Songland, в котором Теддер выступает в качестве судьи.

## Список композиций
| №                   | Название            | Автор(ы)                                                                                 | Продюсер(ы)                                               | Длительность |
| ------------------- | ------------------- | ---------------------------------------------------------------------------------------- | --------------------------------------------------------- | ------------ |
| 1.                  | «Run»               | Ryan Tedder Brent Kutzle John Nathaniel Tyler Spry                                       | Tedder Kutzle Nathaniel Spry                              | 2:48         |
| 2.                  | «Distance»          | Tedder Casey Smith Jason Evigan Mathieu Jomphe-Lepine                                    | Evigan Billboard Tedder Kutzle [b] Nathaniel [b] Spry [b] | 3:00         |
| 3.                  | «Someday»           | Tedder Kutzle Spry Steven Mudd Josh Varnadore                                            | Kutzle Spry Nathaniel [b]                                 | 3:07         |
| 4.                  | «Didn't I»          | Tedder Kutzle Zach Skelton James Abrahart Kyrre Gørvell-Dahll                            | Tedder Kutzle Nathaniel [a]                               | 3:27         |
| 5.                  | «Rescue Me»         | Tedder Kutzle                                                                            | Tedder Kutzle Spry [a]                                    | 2:39         |
| 6.                  | «Savior»            | Tedder Kutzle Skelton                                                                    | Kutzle Spry Tedder [a] Skelton [a]                        | 3:01         |
| 7.                  | «Take Care of You»  | Tedder Kutzle Eddie Fisher Nathaniel                                                     | Tedder Kutzle Nathaniel                                   | 3:48         |
| 8.                  | «Forgot About You»  | Tedder Louis Bell Andrew Watt Ali Tamposi Nick Mira                                      | Tedder Watt Bell Mira                                     | 2:53         |
| 9.                  | «Somebody to Love»  | Tedder Kutzle Shane McAnally Ester Dean Andrew Wells Andrew DeRoberts JT Roach Jintae Ko | Tedder Kutzle Nathaniel DeRoberts Spry [b]                | 3:01         |
| 10.                 | «Wanted»            | Tedder Smith Kutzle Skelton Spry                                                         | Tedder Kutzle Spry Steve Wilmot [b]                       | 2:16         |
| 11.                 | «Take It Out on Me» | Tedder Julia Michaels Michael Tucker                                                     | Tedder Kutzle Spry [b] BloodPop [b] Brian Willett [b]     | 2:27         |
| 12.                 | «Better Days»       | Tedder Kutzle Nathaniel                                                                  | Tedder Kutzle Nathaniel Spry [a]                          | 2:24         |
| Общая длительность: | Общая длительность: | Общая длительность:                                                                      | Общая длительность:                                       | 34:51        |

| №                   | Название                    | Автор(ы)                                                                                             | Продюсер(ы)                                                    | Длительность |
| ------------------- | --------------------------- | --- | -------------------------------------------------------------- | ------------ |
| 13.                 | «Wild Life»                 | Tedder Kutzle Nathaniel                                                                              | Kutzle Nathaniel                                               | 4:27         |
| 14.                 | «Ships + Tides»             | Tedder Kutzle Noel Zancanella                                                                        | Kutzle Brandon Collins                                         | 4:56         |
| 15.                 | «Someday» (acoustic)        | Tedder Kutzle Spry Mudd Varnadore                                                                    | Kutzle Spry                                                    | 3:05         |
| 16.                 | «Lose Somebody» (with Kygo) | Tedder Gørvell-Dahll Philip Plestedl Jacob Torrey Morten Ristorp Alexander Delicata Alysa Vanderheym | Gørvell-Dahll Rissi [a] Alex Delicata [a] Alysa Vanderheym [a] | 3:19         |
| Общая длительность: | Общая длительность:         | Общая длительность:                                                                                  | Общая длительность:                                            | 50:36        |

| №                   | Название                    | Автор(ы)                                                                                             | Продюсер(ы)                                                    | Длительность |
| ------------------- | --------------------------- | --- | -------------------------------------------------------------- | ------------ |
| 13.                 | «Wild Life»                 | Tedder Kutzle Nathaniel                                                                              | Kutzle Nathaniel                                               | 4:27         |
| 14.                 | «Ships»                     | Tedder Kutzle Zancanella                                                                             | Kutzle Collins                                                 | 3:11         |
| 15.                 | «Tides»                     | Kutzle Collins                                                                                       | Kutzle Collins                                                 | 1:43         |
| 16.                 | «Run» (acoustic)            | Tedder Kutzle Nathaniel Spry                                                                         | Loren Ferard Kutzle                                            | 2:48         |
| 17.                 | «Someday» (acoustic)        | Tedder Kutzle Spry Mudd Varnadore                                                                    | Kutzle Spry [b]                                                | 3:05         |
| 18.                 | «Lose Somebody» (with Kygo) | Tedder Gørvell-Dahll Philip Plestedl Jacob Torrey Morten Ristorp Alexander Delicata Alysa Vanderheym | Gørvell-Dahll Rissi [a] Alex Delicata [a] Alysa Vanderheym [a] | 3:19         |
| Общая длительность: | Общая длительность:         | Общая длительность:                                                                                  | Общая длительность:                                            | 53:24        |

| №                   | Название                                         | Автор(ы)                                                                                             | Продюсер(ы)                                                    | Длительность |
| ------------------- | ------------------------------------------------ | --- | -------------------------------------------------------------- | ------------ |
| 13.                 | «Wild Life»                                      | Tedder Kutzle Nathaniel                                                                              | Kutzle Nathaniel                                               | 4:27         |
| 14.                 | «Ships»                                          | Tedder Kutzle Zancanella                                                                             | Kutzle Collins                                                 | 3:11         |
| 15.                 | «Tides»                                          | Kutzle Collins                                                                                       | Kutzle Collins                                                 | 1:43         |
| 16.                 | «Run» (acoustic)                                 | Tedder Kutzle Nathaniel Spry                                                                         | Loren Ferard Kutzle                                            | 2:48         |
| 17.                 | «Someday» (acoustic)                             | Tedder Kutzle Spry Mudd Varnadore                                                                    | Kutzle Spry [b]                                                | 3:05         |
| 18.                 | «Better Days (Giorni Migliori)» (with Negramaro) | Tedder Giuliano Sangiorgi Kutzle Nathaniel Spry                                                      | Tedder Kutzle Nathaniel Spry [a]                               | 2:24         |
| 19.                 | «Lose Somebody» (with Kygo)                      | Tedder Gørvell-Dahll Philip Plestedl Jacob Torrey Morten Ristorp Alexander Delicata Alysa Vanderheym | Gørvell-Dahll Rissi [a] Alex Delicata [a] Alysa Vanderheym [a] | 3:19         |
| Общая длительность: | Общая длительность:                              | Общая длительность:                                                                                  | Общая длительность:                                            | 55:48        |

Метки
- ↑  означает сопродюсера
- ↑  означает дополнительного продюсера